# Порт Џексон
Лука Сиднеј (позната и као Порт Џексон)  је природна лука која обухвата источну обалу Аустралије, у Сиднеју. Ова локација обухвата Сиднејску оперу и Сиднејски мост. Сиднејска лука је такође и радна лука са напредном поморском индустријом која подржава економски развој Сиднеја.

## Историја
Пре доласка европских досељеника, област око луке Сиднеј била је дом бројних абориџинских племена, укључујући припаднике племена Gadigal, Cammeraygal, Eora и Wangal. Верује се да је народ Gadigal некада живео у области која је кренула од јужне стране Порт Џексона и западно у полукругу Петерсхама. Племе Cammeraygal живело је на северној страни луке у Сиднеју,а племе Wangal је поседовало област на јужној страни реке Парамате, западно од Петерсхама и све до Rose Hill-a. Племе Eora живело је на јужној страни Сиднејске луке, недалеко од места где је Прва Флота поставила логор.
Године 1770, убрзо након што је напустио Ботани Беј, поручник Џејмс Кук је постао прва особа која није била абориџинског порекла, а која је посетила луку у Сиднеју. Кук ју је назвао Сиднејска лука (лука Порт Џексон), по Џорџу Џексону. Није отишао у саму луку, већ је пловио поред улаза (Sydney Heads), на свом путу ка северу, уз источну обалу Аустралије. 
Европско досељавање почело је 26. јануара 1788, када су капетан Артур Филип и Прва флота пристигли из Енглеске. Филип је довео 732 осуђеника (затвореника) и малу групу војника, са циљем да започне казнену колонију. Дошли су на малу увалу  коју су назвали Сиднејска увала, по лорду Сиднеју, који је био министар унутрашњих послова британске владе. 

## Острва
Постоји много острва у луци Сиднеј, укључујући острво Ајкула, острво Кларк, острво Форт Денисон, острво Гоат, острво Cockatoo, острво Spectacle, острво Snapper и острво Род. Нека друга бивша острва, укључујући острво Бенелонг, острво Гарден и острво Бери, сада су повезане са копном уз помоћ моста или депоније. Постоји неколико острва до којих се може доћи само бродом, као што су на пример Форт Денисон и острво Cockatoo. Оператори који се баве изнајмљивањем чамаца, нуде чартер путовања или опције самосталног превоза до ових локација.